# Нарвик
На́рвик (норв. Narvik, северносаам. Narviika) — город и коммуна в Норвегии, в фюльке Нурланн. Нарвик расположен к северу от Полярного круга в регионе Офотен, на берегу Офотфьорда и граничит с муниципалитетами Гратанген, Лаванген и Барду на севере, Эвенес на северо-западе и Балланген на западе, а также со Швецией на юго-востоке. Нарвик был основан в качестве портового города и по-прежнему сохраняет свой статус важного транспортного узла. Официально город был основан в 1902 году, выделившись из муниципалитета Анкенес, который в 1974 году сам вошёл в состав Нарвика.

## Общая информация

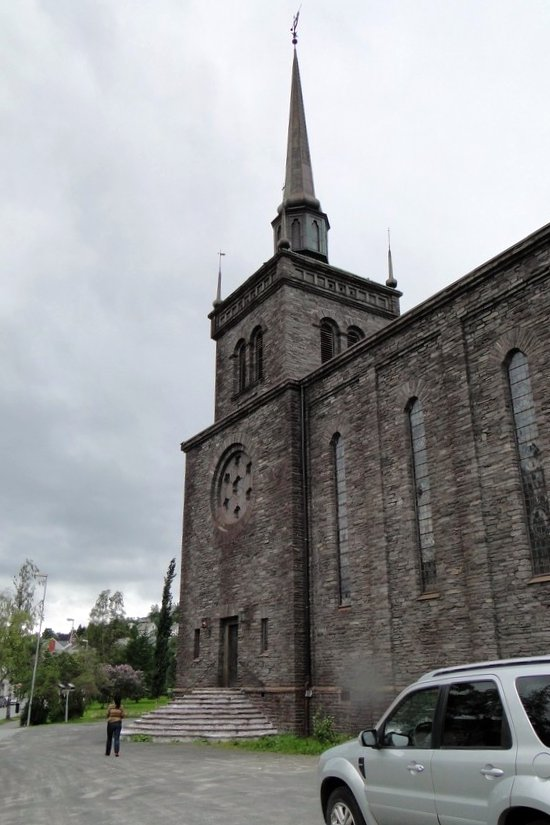
Церковь в Нарвике

### Название
Город назван в честь старой фермы Narvik («Narduigh» — 1567), потому что город был построен на её территории. Значение первого элемента названия неизвестно, окончание названия, слово vik, означает узкий морской залив.
Изначально город назывался Victoriahavn в честь Королевы Великобритании Виктории.

### Герб
У коммуны современный герб. Он был принят 1 июня 1951 года. На гербе изображён якорь золотого цвета на красном фоне. Якорь символизирует то, что Нарвик является важным портом (крупнейшая гавань в Северной Норвегии).

## Битва при Нарвике

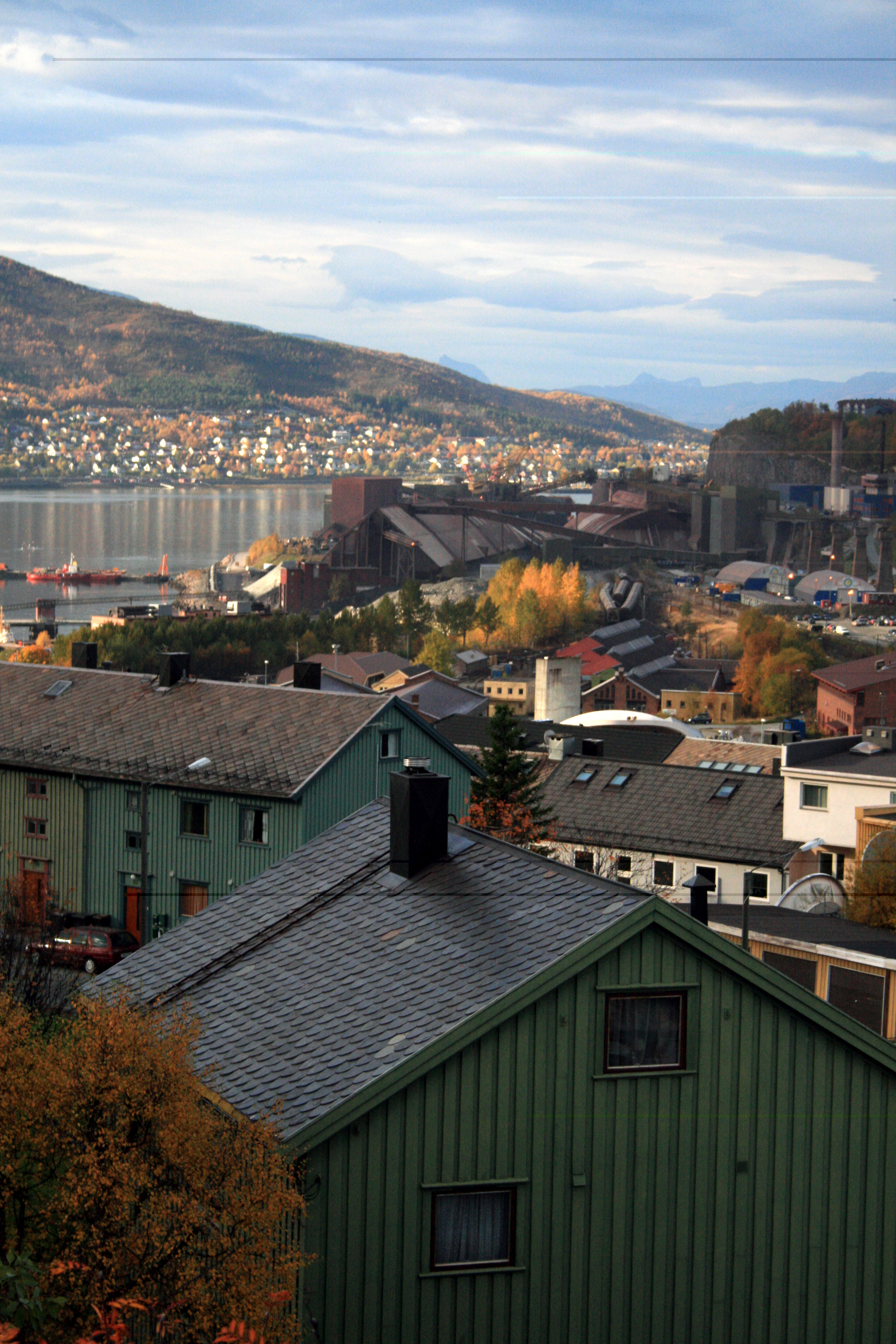
Возле городского центра Нарвика, за бухтой виднеется Анкенес

Битва при Нарвике произошла во время Второй мировой войны между немецко-австрийскими силами вторжения под командованием Эдуарда Дитля и войсками союзников в составе британско-французских сил под командованием Антуана Бетуара, Польских сил и Норвежских сил под командованием Карла Густава Флейшера.
Железная дорога, соединяющая Нарвик с шведскими месторождениями железной руды в г. Кируна, а также морской порт, через который эта руда отправлялась в другие страны, сделали Нарвик важной стратегической целью для командования нацистской Германии.
Снежным утром 9 апреля 1940 г. норвежские броненосцы «Norge» и «Eidsvold» были торпедированы в гавани Нарвика. Эскадра вторжения состояла из 10 новых немецких эсминцев. Вторжение осуществляли около двух тысяч горных стрелков из 139-го горнострелкового полка 3-й горнострелковой дивизии. Это были солдаты, которые были специально подготовлены для боевых действий в условиях снежных гор. 
Противостояние продолжалось 2 месяца. Город был отбит 28 мая 1940 г. совместными силами норвежской армии и французского иностранного легиона, эта победа стала первой победой сил союзников во второй мировой войне.
Но уже через неделю союзники оставили Нарвик в связи с общей стратегической обстановкой. В ходе военных действий город был почти полностью разрушен. 
Во время битвы город стал наиболее обсуждаемой темой в мировых новостях, что сделало его одним из самых известных норвежских городов за рубежом, и даже сегодня Нарвик рассматривается как самый известный город в Норвегии к северу от Тронхейма, хотя он гораздо меньше, чем Тромсё или Будё.

## Климат
Стабильный северный климат с сезонными вариациями. Летняя температура варьируется от 8°C до 28°C. Осадков меньше, чем на побережье. Долгая снежная зима с декабря по апрель. Благодаря влиянию Гольфстрима средняя зимняя температура не ниже -10°C, нередки оттепели.

## Железнодорожный транспорт
Нарвик не имеет железнодорожного сообщения с другими частями Норвегии, но имеет сообщение с Швецией. По железнодорожной линии Мальмбанан, соединяющей его с шведским городом Кируна (и далее с Лулео и остальной частью Швеции), ежедневно транспортируются тысячи тонн железной руды для последующей отгрузки её через морской порт в Нарвике. Также курсируют ежедневные пассажирские поезда. Эта железнодорожная ветка считается самой напряжённой трассой в скандинавских странах. Ведётся постоянное увеличение ёмкости дороги посредством строительства разъездов. Планируется строительство второго пути на всём протяжении железной дороги.

## Авиатранспорт
Основное воздушное сообщение осуществляется через аэропорт Харстад—Нарвик, расположенный в 86 км от города в Эвенесе. От аэропорта регулярно ходят автобусы в города Нарвик и Харстад. В самом городе располагался аэропорт Фрамнес, который использовался для местного сообщения. 1 апреля 2017 года аэропорт Фрамнес закрыт по причине строительства Холугаланнского моста, который сократил время поездки до аэропорта в Эвенесе. Последний рейс был совершён 31 марта 2017 в Будё.

## Города-побратимы
- Новый Сонч[4]
- Кингисепп
- Кикинда
- Рованиеми
- Кируна